# Dixie Bibb Graves
Dixie Bibb Graves (Montgomery, 26 de julho de 1882 – Montgomery, 21 de janeiro de 1965) foi uma política norte-americana. Filiada ao Partido Democrata, foi nomeada por seu esposo, o Governador Bibb Graves, para o Senado dos Estados Unidos pelo Alabama em vaga aberta pela renúncia de Hugo Black. Graves serviu no Senado de agosto de 1937 até janeiro de 1938, quando um novo senador foi eleito. Tornou-se, assim, a quarta mulher a servir no Senado em toda a história do país, e a primeira do Alabama.